# Oxobiodegradación

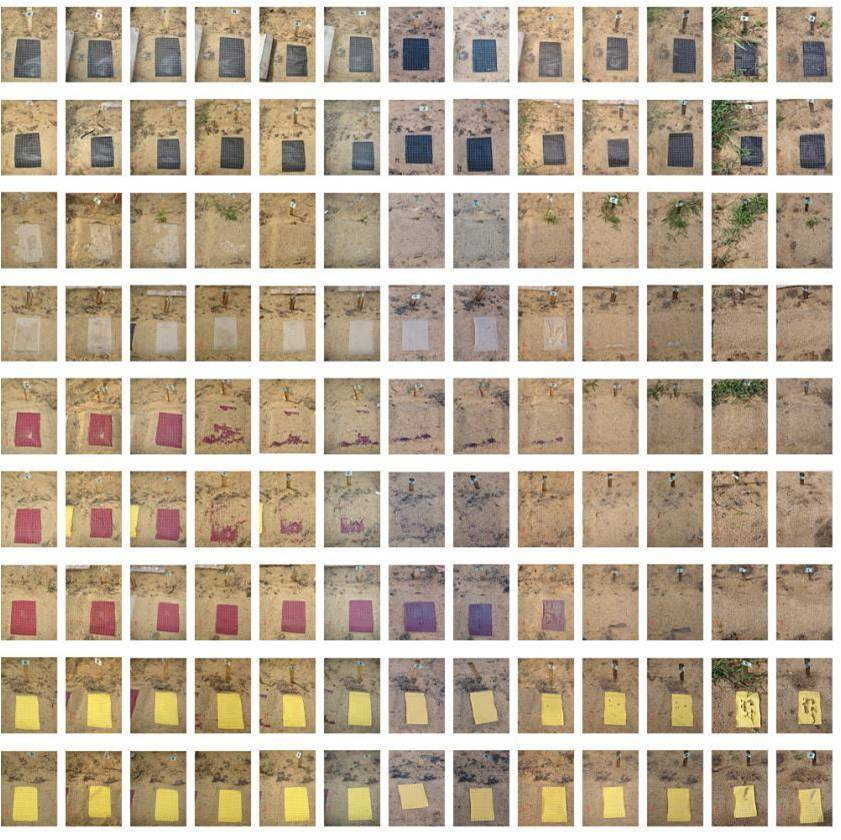
Ilustración de la oxobiodegradación

La oxobiodegradación es un proceso  de descomposición química de la materia en el cual ocurren oxidación y biodegradación simultánea o sucesivamente. Una característica de la materia oxobiodegradable es que puede descomponerse en cualquier ambiente siempre y cuando haya oxígeno incluso en la ausencia de agua. 
La designación como oxobiodegradable de plásticos han permitido valorizarlos más que otros tipos de plásticos. Los plásticos oxobiodegradables pueden ser diseñados en fábrica para que se degraden en un tiempo determinado por la vida útil del producto. Poseen la ventaja adicional de poder ser reciclados y ser fabricados a partir de productos reciclados.
Varios factores abióticos como la luz, el calor y el estrés aceleran el proceso de degradación. Durante toda la vida útil del material, se garanticen las propiedades mecánicas y físicas del plástico. Posteriormente, o bajo los factores abióticos, el material empieza a perder sus propiedades, se vuelve frágil y se fragmenta. A partir de este momento el material puede biodegradarse. Todo el plástico convencional se degrada, pero este proceso puede tardar siglos. La tecnología oxo permite reducir este plazo de varias centenas de años a varios meses.

## Mecanismo de degradación
La tecnología oxobiodegradable se basa en la introducción de un agente prodegradante en el proceso de fabricación del plástico convencional. Este agente tiene como función la disociación del enlace doble carbono-carbono de la cadenas moleculares de la materia, permitiendo la creación de radicales libres oxidables. La oxidación de las cadenas moleculares induce una reducción del peso molecular y el material se vuelve hidrófilo y puede ser colonizado por microorganismos y hongos, que utilizan el carbono como alimento. El proceso sigue hasta que el material descompone totalmente en CO2, agua y biomasa celular bajo condiciones aerobias o CH4, agua y biomasa en condiciones anaerobias.
La autooxidación es un proceso autocatalítico, en cadena, que involucra las fases de iniciación, propagación, ramificación y terminación. 
Ilustración del mecanismo (P=polímero)
- Iniciación: 	(I) P – H a P. + H. etc.

Obs.: Los radicales libres pueden ser formados por factores tales como: el calor, la luz o iones metálicos que pueden estar presentes en el polímero.
- Propagación: 	(II) P. + O2 a PO2

(III) PO2 + PH a PO2H + P.
Estos productos de oxidación son muy inestables, en particular, a temperaturas altas y en la presencia de iones de metales de transición, descomponiéndose para formar un largo conjunto de compuestos que incluyen aldehídos, cetonas, alcoholes, ácidos carboxílicos, hidrocarbonatos, etc.
- Ramificación: 	(IV) PO2 H a PO. + HO.

(V) 2 PO2 H a PO2. PO. + H2O 
(VI) PO. + PH a POH + P. 
(VII) HO. + PH a H2O + P.
- Terminación: 	(VIII) P. + P. a P – P

(IX) P. + PO2 a PO2 P 
(X) 2 POO. a POH + P = O + O2
El esquema anterior implica que los radicales P. POO. forman la base de la reacción en cadena. El nivel de propagación (II) ocurre rápidamente, mientras la etapa (III) es determinante. La concentración de POO será más fuerte en presencia de oxígeno de que P. En la reacción (IV) la descomposición mono molecular de los hidroperóxidos necesita una energía elevada de activación, factor importante a temperaturas superiores a 150 °C o bajo la influencia de la luz. Las reacciones de ramificación (VI) y (V) forman PO. y HO. Estos radicales pueden atacar la cadena polimérica así como el radical PO2. El carácter autocatalítico de autooxidación está determinado por estas reacciones de ramificación.
Los  iones  metálicos tales  como:  T+3  /  Ti+4,  Mn+2  /  Mn+3,  Co+2  /  Co+3,  Cu+1  /  Cu+2,  Fe+2  /  Fe+3 pueden acelerar la reacción de oxidación de la manera siguiente:
POOH + Me+. a PO. + Me2 + + OH–POOH + Me+2 a POO. + Me+ + H+ 2 POOH PO. + POO. + H2O (V) Me+ / Me+2

## Etapas de la vida de un polímero oxobiodegradable
Etapa 1: Vida útil del material. Débil variación de propiedades funcionales durante el almacenamiento y uso. El período de la primera fase dependerá de las condiciones de exposición del material a los factores ambientales. Los antioxidantes permiten garantizar una vida útil suficiente para que el material pueda ser utilizado para la función para la que fue diseñado.
Etapa 2: Pérdida de propiedades físicas macroscópicas hasta la fragmentación espontánea. El material ha llegado al final de su vida útil o fue expuesto a factores ambientales que aceleran su degradación, el material se vuelve frágil, pierde el 50% de sus propiedades mecánicas.
Etapa 3: Descomposición hasta la biodegradación. Después de la fragmentación de las cadenas moleculares y su oxidación, el material se convierte en un material hidrófilo, a este punto el material puede ser colonizado por microorganismos que lo van a biodegradar.
El proceso de degradación/biodegradación se da en dos fases:
- La oxidación (reacción radicalaria) y fragmentación de las cadenas moleculares
- La biodegradación, resultado CO2, H2O, y biomasa celular.

La asociación ecologista Greenpeace sostiene que este plástico solo se deshace parcialmente y permanece en forma microscópica en el ecosistema, liberando metales pesados y otros contaminantes, por lo que no es una solución que sea realmente beneficiosa para el medio ambiente.